# Zbór Kościoła Chrześcijan Dnia Sobotniego w Tomaszowie Mazowieckim
Zbór Kościoła Chrześcijan Dnia Sobotniego w Tomaszowie Mazowieckim – zbór chrześcijan dnia sobotniego w Tomaszowie Mazowieckim, z siedzibą przy ul. Ludwikowskiej 58. Pastorem zboru jest Wiesław Stępień. Zbór liczy ok. 10 osób.